# 함재기
함재기(艦載機, 영어: navalized aircraft)는 군함에 탑재된, 또는 그곳에서 운용 가능한 항공기를 말한다. 광의로는 함선에 탑재되는 모든 항공기(수상기를 포함한 비행기, 헬리콥터)를 가리킨다. 일본 제국 해군은 항공모함에 탑재되는 항공기를 ‘함상기’라고 불렀고, 다른 함선(전함, 순양함, 수상기 모함, 잠수함 등)에 탑재되는 수상기를 ‘함재기’라고 칭하고 있었다. 그러나 엄격한 구분이 이루어지고 있었던 것은 아니었고, 본래는 ‘함상기’로 해야 할 것을 ‘함재기’로 표현하는 경우도 많았다.

## 특징

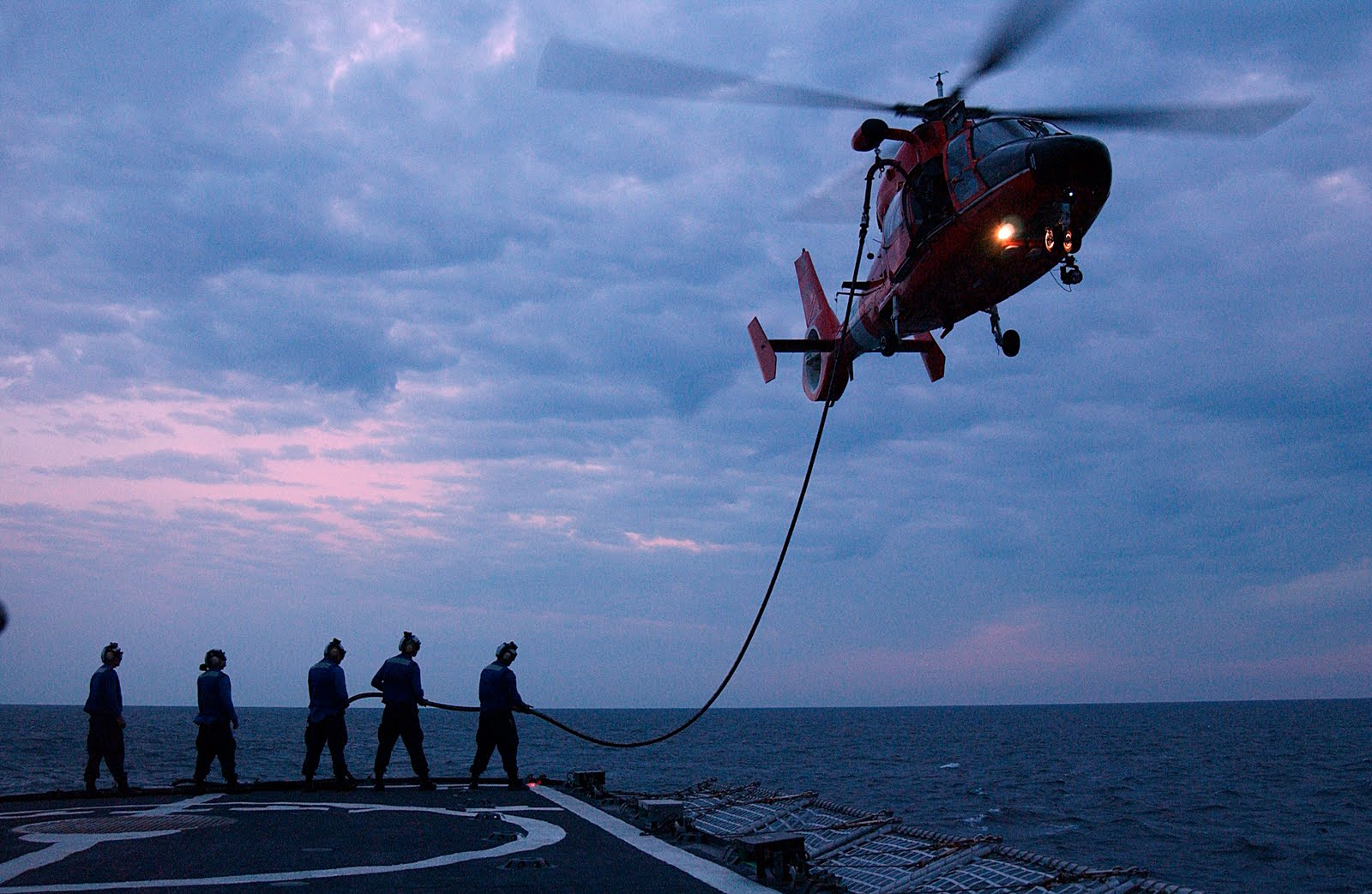
HH-65의 비행 중 연료 호스 공급

함재기는 전형적으로 동급의 육상기와는 다음과 같은 점에서 다르다.
- 기체, 엔진, 그리고 항공전자는 해수의 부식에 강하도록 내구성을 갖추어야 한다.
- 비행갑판 위에서 사용될 수 있도록 설계되어야 한다. 고정된 날개 비행체는 전형적으로 캐터필터 부착점,  꼬리 후크, 그리고 강화된 착륙 장치를 의미한다. 해군 헬기는 보통 활주부보다는 바퀴를 가지고 있으며, 갑판에 부착될 수 있는 장치가 있을 것이다.
- 최소한의 격납 공간을 차지하도록 설계된다. 예를 들어, 날개, 접는 날개를 있어야 한다.
- 물에 적셔지는 것을 대비한 보호 장치가 있다. (바닷물을 제거하기 위해, 민물을 뿌리는 호스를 가지는 것을 포함해)
- 센서와 무기 같은 장비가 해군의 역할에 최적화되어야 한다.
- 항공전자는 함선의 복잡한 전자 장비에 호환되어야 한다.
- 바다에서의 수상 착륙을 위한 설비가 있다.
- 헬기는 함선 근처에 떠 있으면서 캐빈으로부터 연료를 공급받을 수 있는 설비가 있을 것이다.

안전상의 이유로, 비행 중 배에서 공급되는 연료는 활주로나 연료공급기에 의해 제공되는 다른 연료와는 다를 것이다. (예, AVCAT)

## 주요 함재기
| 일본 - 94식 수상 정찰기 - 96식 소형 수상기 - 0식 수상 정찰기 - 0식 수상 관측기 - 0식 소형 수상 정찰기 - 가와니시 - 주이운 - 세이란 미국 - SOC - OS2U - PBY 5a 카탈리나 (수륙 양용 폭격기) 영국 - 슈퍼 마린 월러스 - 슈퍼 마린 씨오터 독일 - Ar 196 | 미국 - SH-3 씨 킹 - SH-60 시호크 - CH-46 씨 나이트 - CH-53 씨 스탤리언 - MV-22B 오스프리 - F-14 톰캣 - F/A-18 호넷 - F/A-18E/F 슈퍼 호넷 - F35B 라이트닝II - F35C 라이트닝II (F35A라이트닝II의 계량형이다.) 영국 - 웨스트 랜드 씨 킹 - 슈퍼링크스 - 아구스타웨스트랜드 AW101 - AV-8B 이탈리아/ 네덜란드/ 독일/ 프랑스 - NFH90 소련/ 러시아 - Ka-25 - Ka-27 일본 - SH-60J - SH-60K 프랑스 - 슈퍼 프레론 |